# معهد بحوث البترول والغاز (السعودية)
معهد بحوث البترول والغاز هو معهد تابع لمدينة الملك عبد العزيز للعلوم والتقنية في المملكة العربية السعودية في الرياض، يهدف المعهد إلى القيام بالبحوث المتعلقة بعلوم الفلك والجيوفيزياء ومتابعة نتائجها.

## اختصاصات المعهد
يختص امعهد بعدة مهام يراد تنفيذها وهي:
- الإشراف على المراكز التابعة وتنسيق العمل بينها .
- وضع الخطط للبحوث التطبيقية في مجالي علوم الفلك والجيوفيزياء وتنفيذها.
- مراجعة نتائج البحوث المنفذة للتعرف على مدى تحقيقها للأهداف الموضوعة.
- تعميم نتائج البحوث المنفذة على الجهات المعنية.
- متابعة سير المشاريع الدائمة كشبكة الرصد الزلزالي ومراصد الأهلة من تشغيل وصيانة .
- تقديم الاستشارات الفنية والعلمية للجهات الأخرى في المجالات التي تقع ضمن اهتمامات المعهد.
- توفير البيئة البحثية المناسبة للباحثين في المعهد.
- اقتراح البرامج لتطوير القوى البشرية وأساليب العمل بالمعهد بالتنسيق مع إدارة التطوير الإداري.
- اقتراح تنظيم الأنشطة العلمية التي تدخل ضمن اختصاص المعهد بالتنسيق مع الإدارات المختصة.
- رفع تقارير دورية عن أنشطة المعهد.
- رفع مشروع الميزانية السنوية للمعهد.